# Carl von Voit
Carl von Voit (Amberg, 31 de outubro de 1831 – Munique, 31 de janeiro de 1908) foi um médico, químico e nutricionista alemão, considerado por muitos o pai do nutricionismo moderno.